# 裏海燕鷗
裏海燕鷗为鷗科巨鷗屬下的一个种。
裏海燕鷗（Hydroprogne caspia）是一種燕鷗，分布範圍廣泛但零星。儘管其分布範圍廣泛，但本屬只有單一種，沒有公認的亞種。屬名來自古希臘語的hudros（意為“水”）和拉丁語的progne（意為“燕子”）。種名caspia來自拉丁語，與英文名一樣，指的是裏海。

## 描述
它是世界上最大的燕鷗，體長48—60 cm（19—24英寸），翼展127—145 cm（50—57英寸），體重530—782 g（18.7—27.6 oz）。成年鳥有黑色的腿和長而厚的紅橙色喙，喙端有小黑點。頭部白色，帶有黑色的冠，頸部、腹部和尾部皆為白色。上翼和背部為淺灰色，下翼淺色，帶有深色的初級羽毛。飛行中，尾部不如其他燕鷗那樣分叉，翼尖的下側為黑色。 冬季，黑色的冠仍然存在（與許多其他燕鷗不同），但前額有一些白色條紋。叫聲像蒼鷺般響亮的低沉聲。

## 分布與棲息地
其繁殖棲息地為北美的大湖區和海岸地區（包括五大湖），以及歐洲（主要在波羅的海和黑海周圍）、亞洲、非洲和大洋洲（澳大利亞和紐西蘭）。北美的鳥類會遷徙到南部海岸、西印度群島和南美洲最北端。歐洲和亞洲的鳥類在非繁殖季節會前往舊世界熱帶地區。非洲和大洋洲的鳥類則是留鳥或短距離遷徙。
在2016年，一個裏海燕鷗的巢被發現在阿拉斯加西北部的克魯森斯特恩岬國家紀念碑，比以前任何發現的地點都要往北1,600（990英里）。這一現象是阿拉斯加物種向北遷移趨勢的一部分，這種趨勢被認為是由於全球暖化引起的。
全球種群數量約為50,000對；大多數地區的數量穩定，但波羅的海的種群（1990年代初有1400–1475對）正在下降，並且需要保護。裏海燕鷗是受《非洲-歐亞遷徙水鳥保護協定》保護的物種之一。

## 行為

### 覓食
主要以魚類為食，會高空盤旋後俯衝捕魚。偶爾也會吃大型昆蟲、其他鳥類的幼鳥和蛋以及囓齒動物。可能會飛行達 60（37英里）遠離繁殖群聚捕魚，經常在淡水湖泊以及海洋中覓食。

### 繁殖

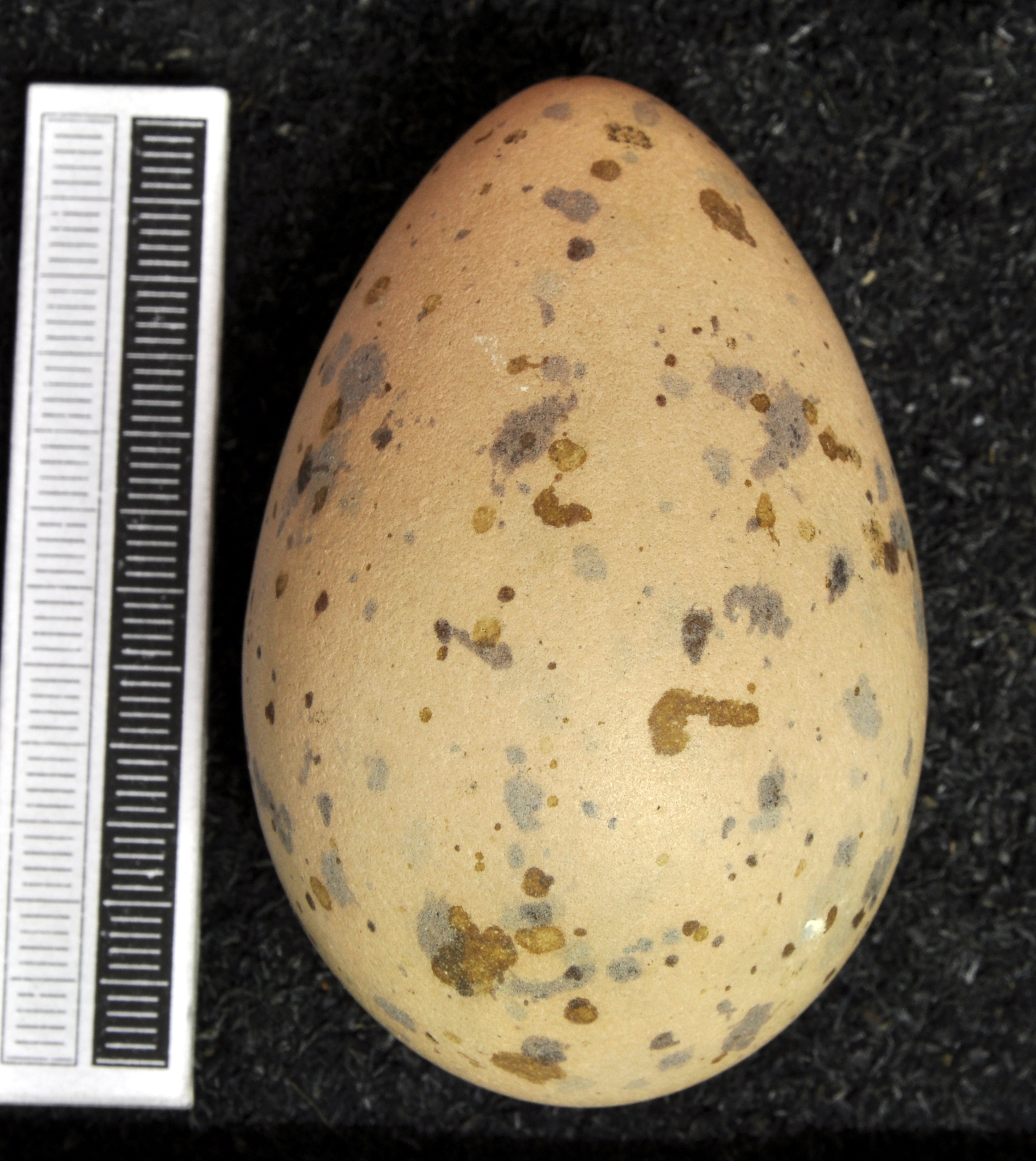
Egg, Collection Museum Wiesbaden

繁殖季節在春季和夏季，每窩產一至三枚淡藍綠色、帶有深棕色斑點的蛋。它們可以單獨繁殖，也可能與其他燕鷗和海鷗組成混合群體繁殖。鳥巢常見於礫石和沙地之間，有時位於植被上；孵化期為26–28天。雛鳥的羽色變化多端，從淺奶油色到深灰棕色皆有；這種變化有助於成年鳥在覓食回來時識別自己的雛鳥。雛鳥在35–45天後即可長出成鳥羽毛。

## 扩展阅读
- 維基物種上的相關：裏海燕鷗